# Роксбург, Василий Васильевич
Василий (Уильям) Васильевич Роксбург (точнее Роксборо, англ. William Roxburgh; ? — 1782) — российский капитан генерал-майорского ранга шотландского происхождения, участник Чесменского морского сражения.

## Биография
Родом из Шотландии, он был принят в русскую службу 20 февраля 1764 года с чином капитана 2-го ранга сверх комплекта и поступил волонтёром в эскадру адмирала А. И. Полянского, находившуюся тогда в Балтийском море. В 1765 году он командовал в эскадре адмирала С. И. Мордвинова, в том же море, кораблём «Кур-Иоанн», а затем — бывшим шведским фрегатом «Умериксдаль».
В 1766 и 1767 годах командовал линейным кораблём «Город Архангельск», находившимся в Кронштадтской гавани.
В следующем году Роксбург был произведён в капитаны 1-го ранга и затем командовал последовательно различными кораблями при Кронштадтском порте в эскадрах контр-адмирала П. П. Андерсона и адмирала Г. А. Спиридова. Командуя кораблём «Три Святителя», он участвовал в 1770 году в Первой Архипелагской экспедиции. На корабле «Три Святителя» участвовал в операциях у Мореи, а затем принял командование кораблём «Святослав» и участвовал в бою в Хиосском проливе, а затем в Чесменском сражении. Затем на рифе у острова Лемноса корабль потерпел крушение и был сожжён.
В 1771 году, командуя последовательно кораблями «Всеволод», «Три Иерарха» и «Три Святителя», он производил промеры у Дарданелл и Тенедоса и участвовал при атаке крепости Митилена.
С 1772 по 1774 годы Роксбург крейсировал с флотом в Архипелаге, в 1773 году был произведён в капитаны бригадирского ранга и в 1775 году, в эскадре своего двоюродного брата адмирала С. К. Грейга, возвратился в Кронштадт. В эту кампанию он, будучи в 1772 году флаг-капитаном у Грейга, участвовал при взятии 24 октября крепости Чесмы и 27 июля 1773 года получил за храбрость орден св. Георгия 4-й степени (№ 173 по кавалерскому списку Судравского и № 206 по списку Григоровича — Степанова)
За храбрый подход под крепость Чесьму, где сбив многие пушки, прочие привёл в молчание.
Произведённый 7 июля 1776 года в капитаны генерал-майорского ранга, он в том же году, 31 декабря, был уволен со службы; умер в 1782 году.